# Carlos Cortés Vargas
Carlos Cortés Vargas (* 1883; † 1954) war ein kolumbianischer Militär. Er leitete 1929 die nationale Polizei von Kolumbien und erreichte den Rang eines Generals.
Er ist hauptsächlich bekannt dafür, aktiv an dem Bananenmassaker teilgenommen zu haben. Dieses Ereignis fand statt, als die Regierung von Miguel Abadía Méndez den Streik der Arbeiter der United Fruit Company am 6. und 7. November 1928 gewaltsam niederschlagen ließ.

## Leben
Carlos Cortés Vargas wurde im Jahr 1883 im Haus von Pantaleón Cortés Sarmiento geboren.

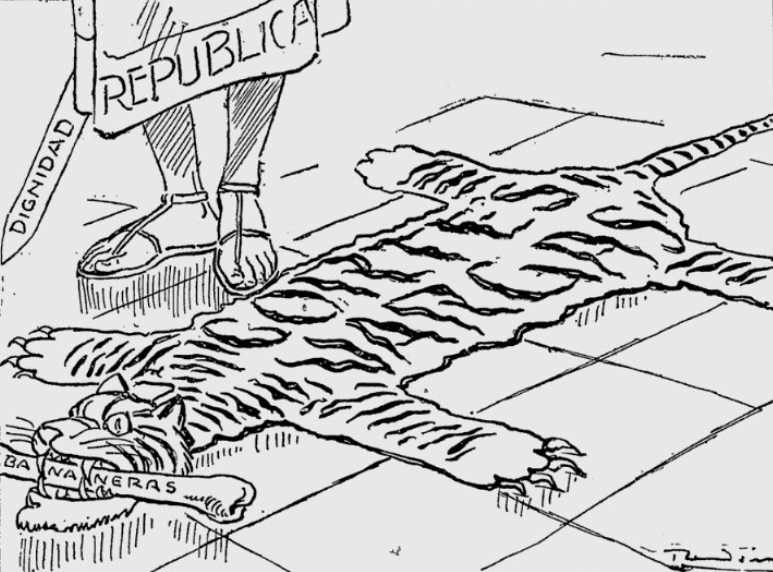
Carlos Cortés Vargas in einer Karikatur von Ricardo Rendón.

### Bananenmassaker
Carlos Cortés Vargas, der zu der Zeit als Kommandant der Streitkräfte von Magdalena tätig war, wurde ursprünglich für den Tod von 47 Personen verantwortlich gemacht, aber die genaue Anzahl der Todesopfer wurde nie bekannt. Spätere Untersuchungen haben die Zahl der Todesopfer auf zwischen 47 und 2000 geschätzt. Telegramme und andere Beweise zeigen, dass der Präsident der Republik, Miguel Abadía Méndez, die Massaker unterstützt und gebilligt hat, sowie die nachfolgende Verschleierung der Verbrechen, indem die Leichen in Zügen zum Meer transportiert und dort entsorgt wurden.
Der General Carlos Cortés Vargas argumentierte später, dass er unter anderem aus dem Grund gehandelt hatte, weil er Informationen hatte, dass US-amerikanische Schiffe in der Nähe der kolumbianischen Küsten waren und bereit waren, Truppen zu landen, um das amerikanische Personal und die Interessen der United Fruit Company zu verteidigen. Wenn er keinen Befehl gegeben hätte, hätte die USA kolumbianisches Land besetzt. Diese Position wurde im Senat heftig kritisiert, insbesondere von Jorge Eliécer Gaitán, der behauptete, dass diese gleichen Kugeln verwendet worden wären, um den ausländischen Invasor aufzuhalten.

### Direktor der Polizei (1929)
Jedoch trug das Massaker keine strafrechtliche oder politische Verantwortung für Cortés Vargas mit sich. Tatsächlich ernannte der damalige Kriegsminister ihn zum Direktor der Nationalpolizei Kolumbiens, und er trat am 7. April 1929 sein Amt an.
Am 9. Juni 1929 wurde während einer Straßenprotestaktion der Student Gonzalo Bravo Pérez von der Polizei ermordet. Er war der Sohn des Industriellen Julio Bravo und zugleich der Neffe eines Magistrats, der ein persönlicher Freund des Präsidenten Miguel Abadía Méndez war. Bravo war ein aktives Mitglied der konservativen, faschistisch inspirierten Bewegung Los Leopardos. Der Mord an dem jungen Mann, der erste Studentenmord in Kolumbien, zwang Rengifo und Cortés Vargas, ihre jeweiligen Positionen aufzugeben. Cortés trat am 10. Juni desselben Jahres von seinem Amt zurück.